# Casa Villaescusa
La casa Villaescusa, situada al carrer López Pozas número 9 de la ciutat d'Oriola (Baix Segura), País Valencià, és un edifici residencial d'estil modernista valencià construït l'any 1915, que va ser projectat per l'arquitecte oriolà Severiano Sánchez Ballesta.
Es tracta d'una de les obres més destacades de l'estil modernista valencià a Oriola. Situat prop de la pujada al seminari, és popularment conegut amb el nom de Galerías Colón per l'antic comerç que va albergar, ja que l'edifici es troba en el xamfrà del carrer Colón.
Consta de planta baixa, dues altures i àtic de menor altura. Destaca en el seu conjunt l'ampli mirador de forma circular amb finestrals d'estil modernista i el color blau celest de la part superior de la façana. L'edifici ha estat restaurat per complet recentment per Juan Villaescusa Saavedra.